# Charlotte Hornets 2017-2018
La stagione 2017-2018 dei Charlotte Hornets è stata la 28ª stagione della franchigia nella NBA.

## Draft
| Giro | Scelta | Giocatore    | Ruolo | Nazionalità | Università/Squadra |
| ---- | ------ | ------------ | ----- | ----------- | ------------------ |
| 1    | 11     | Malik Monk   | G     | Stati Uniti | Kentucky           |
| 2    | 40     | Dwayne Bacon | G     | Stati Uniti | Florida State      |

## Roster
| \| Pos. \| Num. \| Naz. \| Nome \| Altezza \| Peso \| Data nascita \| Provenienza \| \| ----- \| ---- \| ----------------------------------------------- \| ------------------------ \| ------- \| ------ \| ------------ \| --------------------- \| \| AP \| 7 \| Stati Uniti (bandiera) \| Bacon, Dwayne \| 201 cm \| 100 kg \| 30-08-1995 \| Florida State \| \| G/AP \| 5 \| Francia (bandiera) \| Batum, Nicolas \| 203 cm \| 91 kg \| 14-12-1988 \| Francia \| \| P \| 10 \| Stati Uniti (bandiera) \| Carter-Williams, Michael \| 198 cm \| 86 kg \| 10-10-1991 \| Syracuse \| \| G/AP \| 21 \| Stati Uniti (bandiera) \| Graham, Treveon \| 196 cm \| 99 kg \| 28-10-1993 \| Virginia Commonwealth \| \| C \| 41 \| Spagna (bandiera) \| Hernangómez, Willy \| 211 cm \| 109 kg \| 27-05-1994 \| Spagna \| \| C \| 12 \| Stati Uniti (bandiera) \| Howard, Dwight \| 211 cm \| 120 kg \| 08-12-1985 \| SW Atlanta Academy \| \| AG/C \| 44 \| Stati Uniti (bandiera) \| Kaminsky, Frank \| 213 cm \| 110 kg \| 04-04-1993 \| Wisconsin \| \| AP \| 14 \| Stati Uniti (bandiera) \| Kidd-Gilchrist, Michael \| 201 cm \| 105 kg \| 26-09-1993 \| Kentucky \| \| G/AP \| 3 \| Stati Uniti (bandiera) \| Lamb, Jeremy \| 196 cm \| 84 kg \| 30-05-1992 \| Connecticut \| \| AG/C \| 9 \| Sudan del Sud (bandiera) · Australia (bandiera) \| Mathiang, Mangok (TW) \| 208 cm \| 104 kg \| 08-10-1992 \| Louisville \| \| G \| 1 \| Stati Uniti (bandiera) \| Monk, Malik \| 191 cm \| 91 kg \| 04-02-1998 \| Kentucky \| \| P/G \| 4 \| Stati Uniti (bandiera) \| Paige, Marcus (TW) \| 183 cm \| 74 kg \| 11-09-1993 \| North Carolina \| \| G \| 32 \| Stati Uniti (bandiera) \| Stone, Julyan \| 198 cm \| 91 kg \| 07-12-1988 \| Texas–El Paso \| \| G \| 15 \| Stati Uniti (bandiera) \| Walker, Kemba (C) \| 185 cm \| 83 kg \| 08-05-1990 \| Connecticut \| \| AP/AG \| 2 \| Stati Uniti (bandiera) \| Williams, Marvin \| 206 cm \| 108 kg \| 19-06-1986 \| North Carolina \| \| C \| 40 \| Stati Uniti (bandiera) \| Zeller, Cody \| 213 cm \| 109 kg \| 05-10-1992 \| Indiana \| | Allenatore - Steve Clifford Assistente/i - Michael Batiste - Pat Delany - Steve Hetzel - Eddie Jordan - Bruce Kreutzer - Stephen Silas Legenda - (C) Capitano - (FA) Free agent - (S) Sospeso - (TW) Contratto Two-way - (GL) Assegnato a squadra G League affiliata - Infortunato Roster • Transazioni · Ultima transazione: 7 febbraio 2018 |                                                 |                          |         |        |              |                       |
| Pos. | Num. | Naz.                                            | Nome                     | Altezza | Peso   | Data nascita | Provenienza           |
| AP | 7 | Stati Uniti (bandiera)                          | Bacon, Dwayne            | 201 cm  | 100 kg | 30-08-1995   | Florida State         |
| G/AP | 5 | Francia (bandiera)                              | Batum, Nicolas           | 203 cm  | 91 kg  | 14-12-1988   | Francia               |
| P | 10 | Stati Uniti (bandiera)                          | Carter-Williams, Michael | 198 cm  | 86 kg  | 10-10-1991   | Syracuse              |
| G/AP | 21 | Stati Uniti (bandiera)                          | Graham, Treveon          | 196 cm  | 99 kg  | 28-10-1993   | Virginia Commonwealth |
| C | 41 | Spagna (bandiera)                               | Hernangómez, Willy       | 211 cm  | 109 kg | 27-05-1994   | Spagna                |
| C | 12 | Stati Uniti (bandiera)                          | Howard, Dwight           | 211 cm  | 120 kg | 08-12-1985   | SW Atlanta Academy    |
| AG/C | 44 | Stati Uniti (bandiera)                          | Kaminsky, Frank          | 213 cm  | 110 kg | 04-04-1993   | Wisconsin             |
| AP | 14 | Stati Uniti (bandiera)                          | Kidd-Gilchrist, Michael  | 201 cm  | 105 kg | 26-09-1993   | Kentucky              |
| G/AP | 3 | Stati Uniti (bandiera)                          | Lamb, Jeremy             | 196 cm  | 84 kg  | 30-05-1992   | Connecticut           |
| AG/C | 9 | Sudan del Sud (bandiera) · Australia (bandiera) | Mathiang, Mangok (TW)    | 208 cm  | 104 kg | 08-10-1992   | Louisville            |
| G | 1 | Stati Uniti (bandiera)                          | Monk, Malik              | 191 cm  | 91 kg  | 04-02-1998   | Kentucky              |
| P/G | 4 | Stati Uniti (bandiera)                          | Paige, Marcus (TW)       | 183 cm  | 74 kg  | 11-09-1993   | North Carolina        |
| G | 32 | Stati Uniti (bandiera)                          | Stone, Julyan            | 198 cm  | 91 kg  | 07-12-1988   | Texas–El Paso         |
| G | 15 | Stati Uniti (bandiera)                          | Walker, Kemba (C)        | 185 cm  | 83 kg  | 08-05-1990   | Connecticut           |
| AP/AG | 2 | Stati Uniti (bandiera)                          | Williams, Marvin         | 206 cm  | 108 kg | 19-06-1986   | North Carolina        |
| C | 40 | Stati Uniti (bandiera)                          | Zeller, Cody             | 213 cm  | 109 kg | 05-10-1992   | Indiana               |

## Classifiche

### Southeast Division
| Southeast Division | Southeast Division | Southeast Division | Southeast Division | Southeast Division | Southeast Division | Southeast Division | Southeast Division | Southeast Division |
| Squadra            | V                  | S                  | V%                 | PR                 | Casa               | Trasf              | Div                | PG                 |
| ------------------ | ------------------ | ------------------ | ------------------ | ------------------ | ------------------ | ------------------ | ------------------ | ------------------ |
| y – Miami Heat     | 44                 | 38                 | .537               | 15,0               | 26–15              | 18–23              | 11–5               | 82                 |
| x – Wash. Wizards  | 43                 | 39                 | .524               | 16,0               | 23–18              | 20–21              | 8–8                | 82                 |
| Charlotte Hornets  | 36                 | 46                 | .439               | 23,0               | 21–20              | 15–26              | 11–5               | 82                 |
| Orlando Magic      | 25                 | 57                 | .305               | 34,0               | 17–24              | 8–33               | 4–11               | 82                 |
| Atlanta Hawks      | 24                 | 58                 | .293               | 35,0               | 16–25              | 8–33               | 5–11               | 82                 |

### Eastern Conference
| Eastern Conference | Eastern Conference        | Eastern Conference | Eastern Conference | Eastern Conference | Eastern Conference | Eastern Conference |
| #                  | Squadra                   | V                  | S                  | V%                 | PR                 | PG                 |
| ------------------ | ------------------------- | ------------------ | ------------------ | ------------------ | ------------------ | ------------------ |
| 1                  | c – Toronto Raptors *     | 59                 | 23                 | .720               | –                  | 82                 |
| 2                  | x – Boston Celtics        | 55                 | 27                 | .671               | 4,0                | 82                 |
| 3                  | x – Philadelphia 76ers    | 52                 | 30                 | .634               | 7,0                | 82                 |
| 4                  | y – Cleveland Cavaliers * | 50                 | 32                 | .610               | 9,0                | 82                 |
| 5                  | x – Indiana Pacers        | 48                 | 34                 | .585               | 11,0               | 82                 |
| 6                  | y – Miami Heat *          | 44                 | 38                 | .537               | 15,0               | 82                 |
| 7                  | x – Milwaukee Bucks       | 44                 | 38                 | .537               | 15,0               | 82                 |
| 8                  | x – Wash. Wizards         | 43                 | 39                 | .524               | 16,0               | 82                 |
|                    |                           |                    |                    |                    |                    |                    |
| 9                  | Detroit Pistons           | 39                 | 43                 | .476               | 20,0               | 82                 |
| 10                 | Charlotte Hornets         | 36                 | 46                 | .439               | 23,0               | 82                 |
| 11                 | N.Y. Knicks               | 29                 | 53                 | .354               | 30,0               | 82                 |
| 12                 | Brooklyn Nets             | 28                 | 54                 | .341               | 31,0               | 82                 |
| 13                 | Chicago Bulls             | 27                 | 55                 | .329               | 32,0               | 82                 |
| 14                 | Orlando Magic             | 25                 | 57                 | .305               | 34,0               | 82                 |
| 15                 | Atlanta Hawks             | 24                 | 58                 | .293               | 35,0               | 82                 |

## Mercato

### Free Agency

#### Acquisti
| Giocatore               | Contratto                       | Provenienza          |
| ----------------------- | ------------------------------- | -------------------- |
| Michael Carter-Williams | 1 anno – 2,7 milioni di dollari | Chicago Bulls        |
| Mangok Mathiang         | Contratto Two-way               | Louisville Cardinals |
| Marcus Paige            | Contratto Two-way               | S.L.C. Stars         |
| Julyan Stone            | 2 anni – 3,2 milioni di dollari | Reyer Venezia        |

#### Cessioni
| Giocatore      | Motivo     | Nuova squadra  |
| -------------- | ---------- | -------------- |
| Ramon Sessions | Free Agent | N.Y. Knicks    |
| Brian Roberts  | Free Agent | Olympiakos     |
| Brianté Weber  | Rilasciato | L.A. Lakers    |
| Christian Wood | Free Agent | Delaware 87ers |

### Scambi
| 20 giugno 2017 | Charlotte HornetsDwight Howard Scelta n.31 del Draft 2017                        | Atlanta HawksMiles Plumlee Marco Belinelli scelta n.41 del Draft 2017          |
| 22 giugno 2017 | Charlotte HornetsDraft rights per Dwayne Bacon (scelta n.40) Cash considerations | N.O. PelicansDraft rights per Frank Jackson (scelta n.31)                      |
| 7 febbraio     | Charlotte HornetsWilly Hernangómez                                               | N.Y. KnicksJohnny O'Bryant Scelta 2º giro Draft 2020 Scelta 2º giro Draft 2021 |